# Краків
Кра́ків (МФА: [krɐkiu̯] ( прослухати); пол. Kraków, нім. Krakau, лат. Cracovia) — місто в Польщі на березі Вісли, 782 тисячі жителів (2021), з найближчими передмістями 1,5 млн. Адміністративний центр Малопольського воєводства.
Друге за величиною та кількістю мешканців місто в Польщі після Варшави; одне з найстаріших міст Польщі, з тисячолітньою історією, багатою культурною та архітектурною спадщиною. У період Австро-Угорщини один з центрів Західної Галичини.
Культурна столиця Європи 2000 року. Історичний центр Кракова з 1978 року належить до списку Світової спадщини ЮНЕСКО.

## Історія
Назва походить від особового імені Крак (засновник або володар фортеці, за легендою князь, нібито правив у VI–VII століттях). Походження імені спірно: зі слов'янського krak (ворон, суч. пол. kruk) або з кельтських мов.

### Праісторія
Відоме з кількох джерел одне з головних «пра-польських» племен — віслян, асоціюють з своєрідною археологічною специфікою Краківської землі в додержавний період Раннього середньовіччя. Характерною рисою Краківської землі є великі кургани, великі городища від 1–5 і до 10 га та так звана біла кераміка. Великі городища в даний період (перед Х ст.) можна знайти також у Великій Моравії. Загалом, у випадку Сілезії чи Малопольщі, зовсім неважко знайти зв'язки з Великою Моравією чи Чехією. Найбільший курган Крака находиться в міському районі Подгуже (пол. Podgórze) на підвищенні Ренкавка. Окрім цього кургана в місті збергіся курган Ванди, існував також курган Естерки

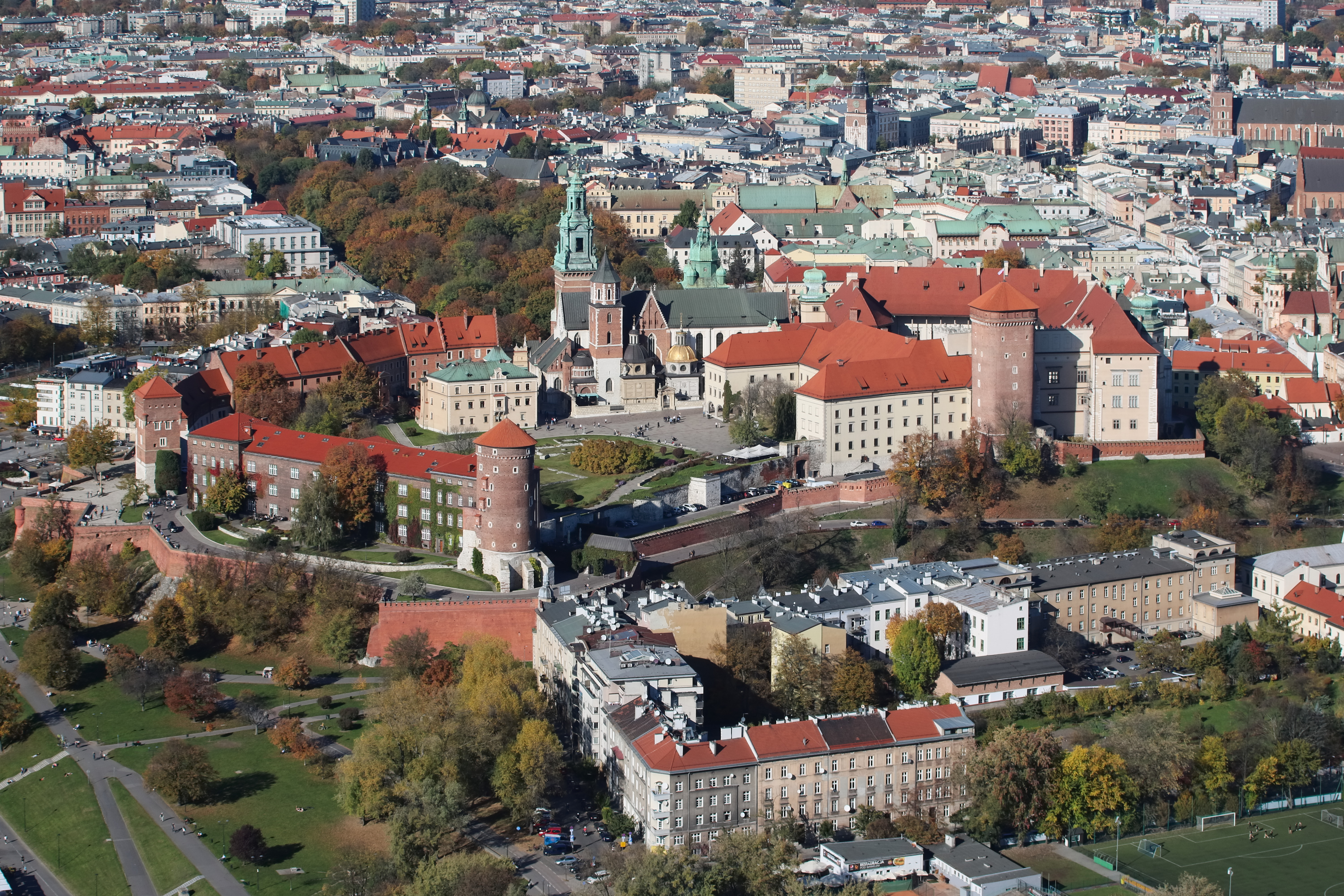
Палац Вавель

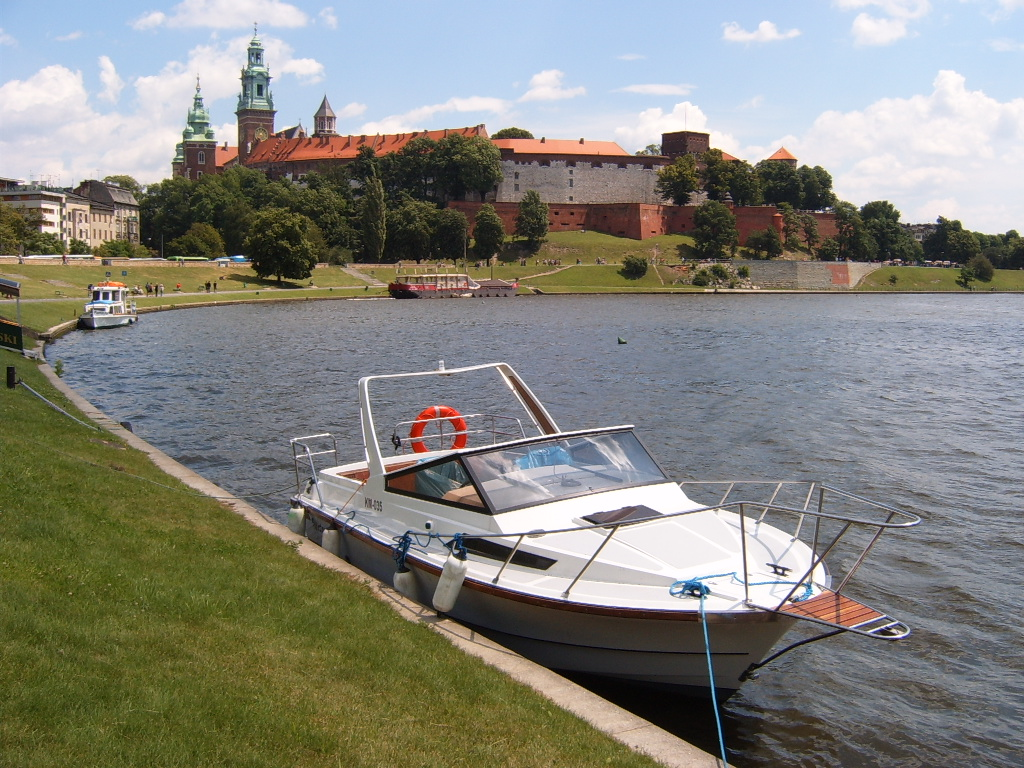
Краєвид Вавеля з берега річки Вісла

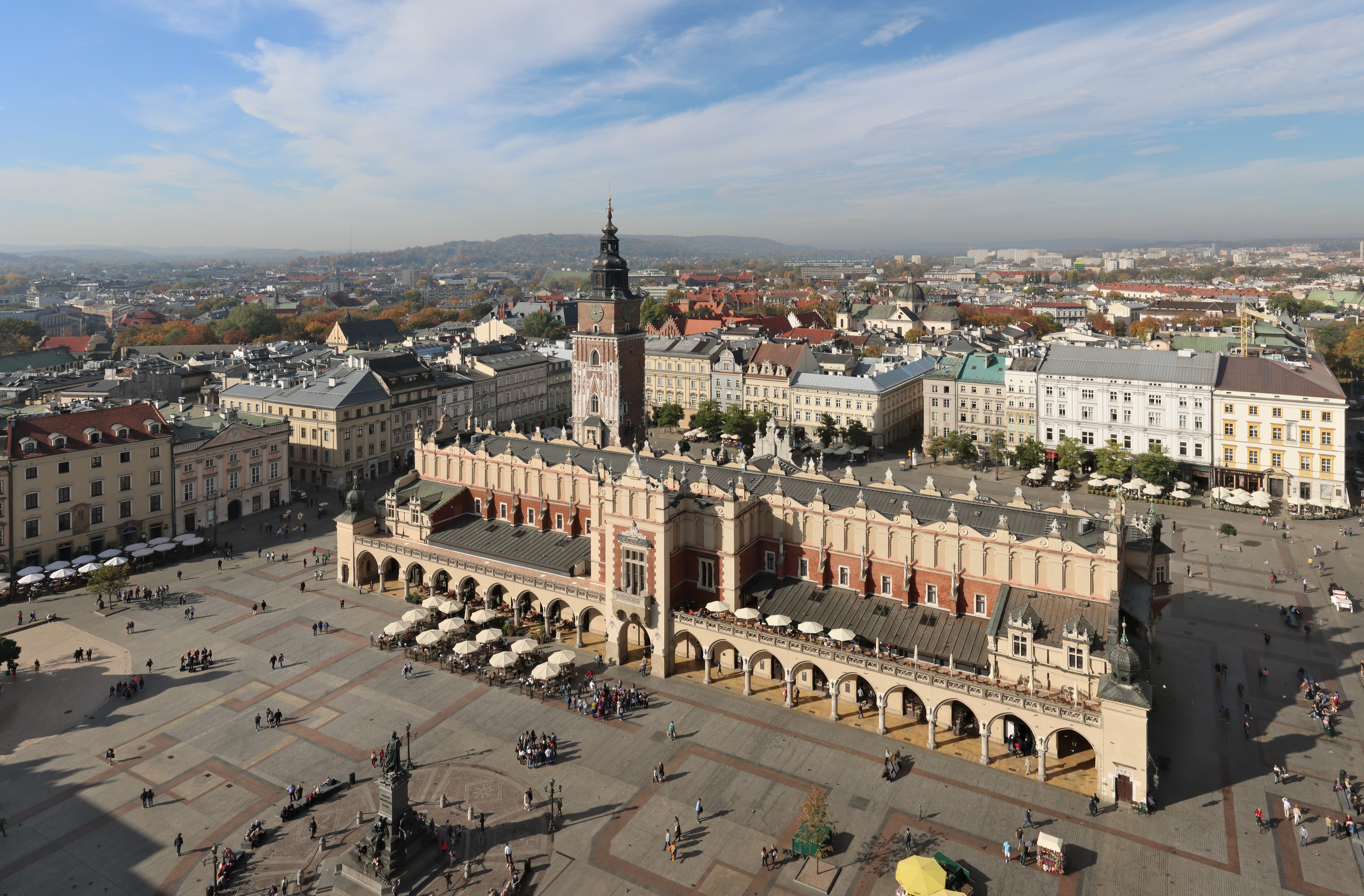
Центральна площа — Сукенніце

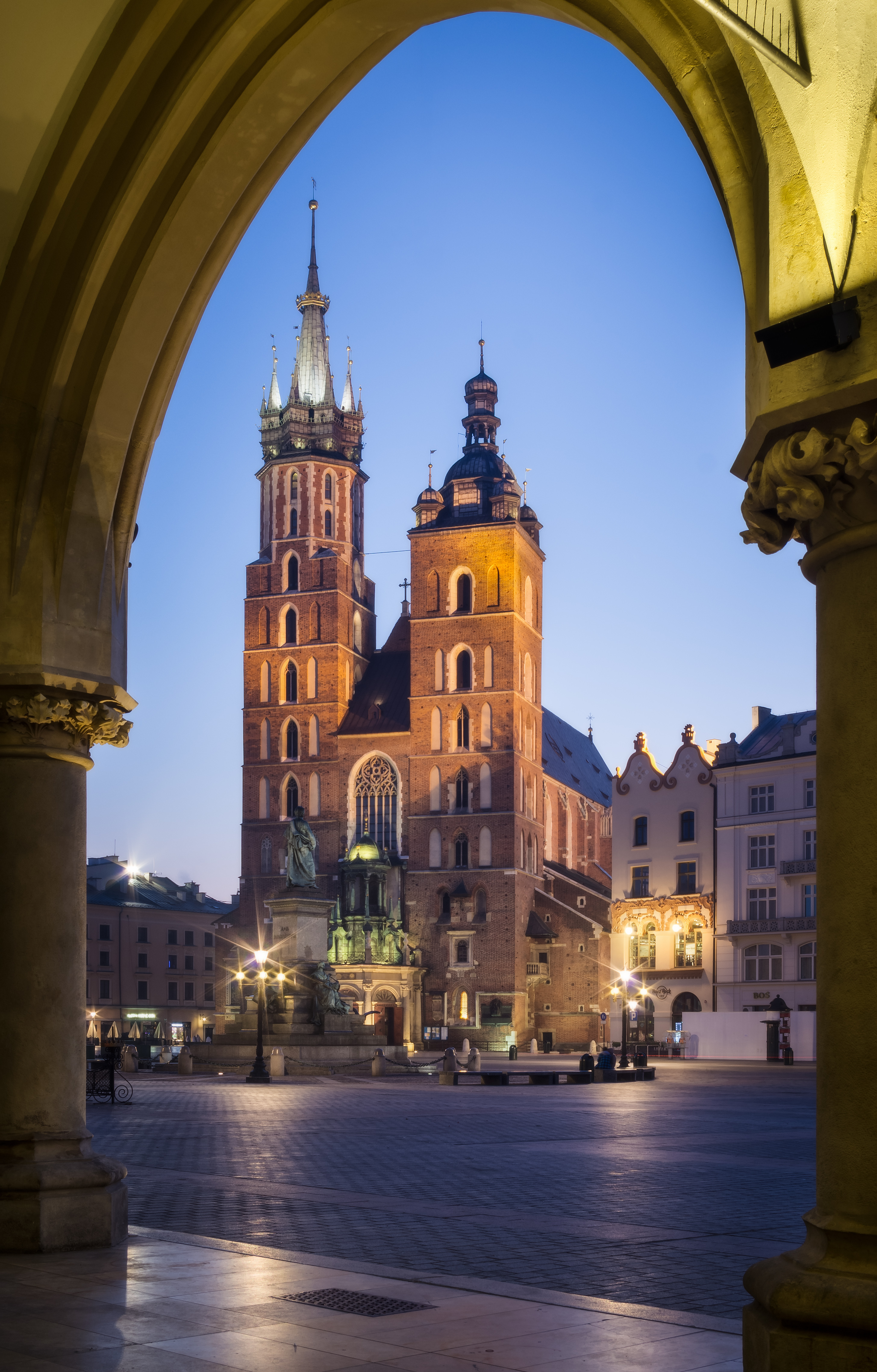
Маріацький костел

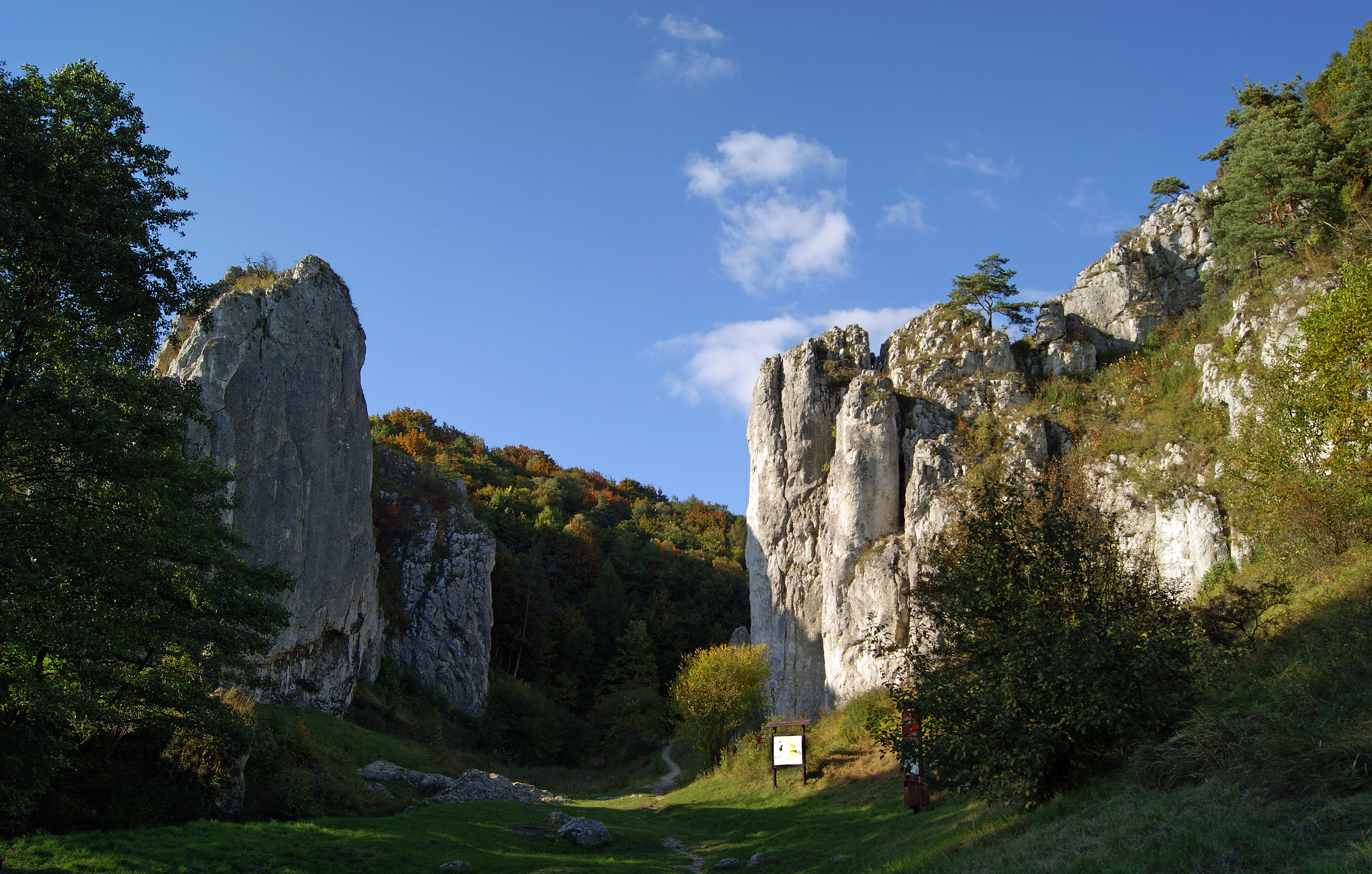
Долинки Краковскі

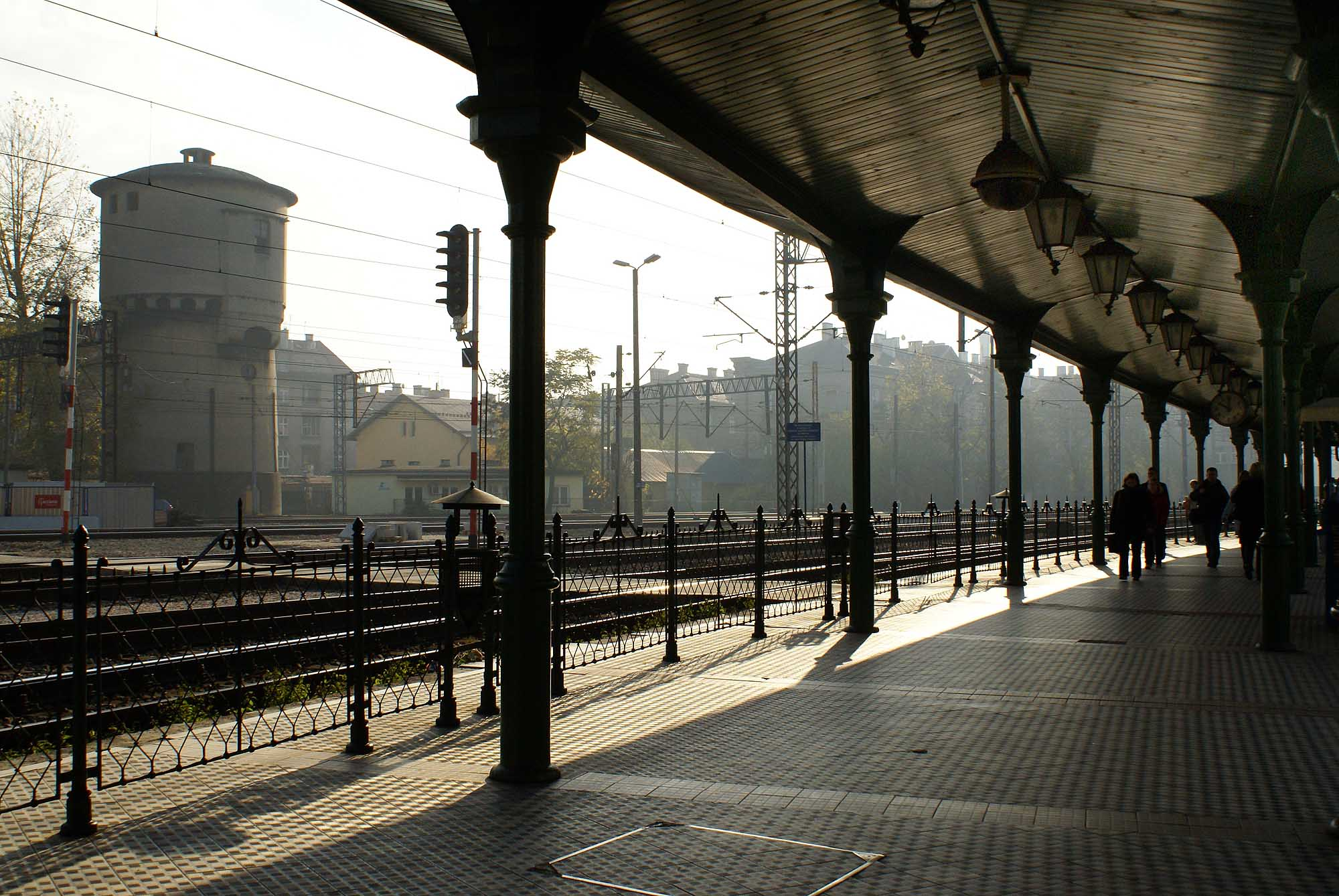
Краківський залізничний вокзал

### Початковий Краків і його перша згадка
Велика Хорватія на середньому та верхньому Дністрі, у Закарпатті, на Сяні та вдовж гір до верхів'їв Одри, Лаби, Заале і Білої Ельстер процвітала певний час, позбувшись варварського впливу. Рух на південь лехітських племен, одне з яких (вісляни) вклинилося в хорватський масив у районі Кракова і розділило його на дві частини, призвів до поділу Великої Хорватії на дві частини.
До кінця IX ст. Краків не вирізнявся серед інших хорватських городищ, був меншим за прадавні Носачовиці. Найстарший осередок поселення розташовувався над багнистою заплавою р. Вісла на Вавельському пагорбі. Слово Вавель, як вважають, походить від слова що значило підвищення над розгалуженою заплавою, розливами річки. Давні вапнякові виходи — скалки, щілини яких вкривала наскельна теплолюбна рослинність, не затоплювалися під час розливів річки. Сформовані осадами давніх морів — мезозойські пласти вапняків піддавалися ерозії, внаслідок чого було на Вавелському пагорбі було вирізьблено дві платформи — вища та нижча. На іншому невеликому останці за відгалуженням Вісли в бік сучасного Казимира розташовувалася інше вапнякове піднесення — сучасна Скалка. На ній, згідно з легендою постала колись поганська святиня, на місці якої пізніше побудували римський костел св. Архангела Михаїла і св. єпископа Станіслава. Давні вапнякові виходи — скалки, щілини яких вкривала наскельна теплолюбна рослинність, не затоплювалися під час розливів річки. Зважаючи на це, саме між гирлами річок Прондніка та Рудавки перші поселенці знайшли місце зручне для влаштування граду. Поруч була багата на рибу та сіно заплава Вісли. Внаслідок господарської діяльності тутешній краєвид суттєво змінився. Заплавні ліси поступилися місцем лукам, а навколишні ліси — полям. Лесові ґрунти в околицях Кракова сприятливі для сільського господарства, тут також наявні великі поклади солі у Величці — експлуатація яких розпочалася ще в ранньому неоліті. Окрім того, багаті поклади металів сприяли добуванню заліза, свинцю, та срібла біля Олькуша. Важливим було вигідне географічне положення. Від найдавніших часів через Краків провадив старовинний міжєвропейський торговельний шлях, який брав свій початок десь над Чорним морем і у Києві, проходив крізь т.з. Червенські городи.
Можливо землі віслян певний час перебували під владою Великої Моравії. У X ст. Краків входив до складу держави перших Пржемислідів. Близько 990 року розташовувався в межах держави П'ястів.

Столицю Віслян — Краків вперше згадав, як вважають, в своєму повідомленні єврейський купець з Кордови в Іспанії Ібрагім ібн Якуб близько 965 р. Оригінал цього повідомлення не зберігся. Проте фрагменти оповідання ібн Якуба використав у творі «Книга доріг та країн» Абу Абдулах аль-Бакрі, що писав її в 1068 р. у Кордові в Іспанії. Щодо Кракова він цитує Ібрагіма ібн Якуба:
Що стосується краю Болеслава, то його відстань від міста Фарага [Прага] до міста [trkw] (що читають як Краква чи Карако — тобто Краків, але 100 % певності немає) [вимагає] трьох тижнів подорожі. Місто Фарага [є] найбагатше в краю [слов'ян] товарами. Прибувають до нього з міста trkw [Краків?] Руси та Слов'яни з товарами, a також прибувають з ісламських країн, від євреїв та турків також з товарами, різними монетами, а з собою забирають рабів, олово та різні шкури.
Отже, якщо купці з Русі досягали Праги, то певно відвідували вони і Краків.

### Середні віки
Щонайменше від 1000 року в Кракові знаходилась резиденція єпископа, а за панування Казимира І Відновителя Краків став головною князівською резиденцією.
В 1241 році місто було зруйноване під час татарського набігу. Це могло призвести до втрати Краковом первинного статусу міста, яке правдоподібно він мав на початку XIII ст. Розпочато відбудову Кракова, а князі Болеслав Сором'язливий, його мати Гжемислава і дружина Свята Кінга 5 червня 1257 року надали місту статус магдебурзького права, у Коперні біля Пінчіва у Свентокшиському воєводстві.
Власне тоді постав характерний регулярний уклад міста, у який скомпоновано попередні збережені елементи (вул. Гродзька. костел Маріїнський). Між Краковом і Вавелем існувало поселення Окул, давнє передмістя, яке було вселене до Кракова через короля Владислава Локетка після бунту війта Альберта. В 1320 році у вавельській катедрі відбулась коронація Владислава І Локетка. Відтоді, аж до 1734 року, Краків був місцем коронації королів Польщі.
У XIV столітті на передмістях Кракова постали два наступних міста: на півдні Казімеж (1335) і на півночі Клепаж (1366).
Будучи в XV і XVI століттях столицею однієї з найбільших європейських держав, Краків розвивався в архітектурному, торговельному, ремісничому, культурному та науковому напрямках. Замковий комплекс на Вавелі перебудовано і розбудовано в ренесансовому стилі. Відновлено посталий у 1364 році університет. Збудований був також Барбакан. За часів Зигмунта Августа Краків налічував близько 30 000 мешканців.
Після Люблінської унії і утворення Речі Посполитої, Краків знаходився на узбіччі великої держави. Сейми та вибори нових монархів відбувались у Варшаві, розташованій більш-менш посередині між столицями Корони й Литви. Від 1596 року розпочався процес переселення королівського двору Зигмунта III з Кракова до Варшави, закінчився близько 1611 року. Однак не було факту, який би можна було формально назвати законним «перенесенням столиці». Катедра на Вавелі залишилась місцем коронації польських королів. Краків залишився столичним і королівським містом, незалежно від особи короля. Навіть в пізніші часи, великий візир османський Кара Мустафа, писав в кореспонденції до Яна III Собеського: «знищу Твій Краків…».
Одночасно з занепадом Речі Посполитої розпочався занепад Кракова. Військові руйнування сильно підірвали позиції міста і загальмували його розвиток. Перший раз Краків був знищений іноземними військами у 1655 році, під час «шведського потопу» (передмістя сильно потерпіли ще у 1587 році, під час спроби здобуття міста Максиміліаном Габсбургом). У XVIII ст. Краків було захоплено пруськими, шведськими, австрійськими й російськими військами. 24 березня 1794 року на краківському ринку склав присягу народові провідник Тадеуш Костюшко, тим самим розпочав повстання.

### Під Австрією
Після Третього поділу Польщі Краків зайняли австрійці. В 1809–1815 роках місто належало до Варшавського герцогства, як столиця департаменту.

### Республіка
У 1815–1846 роках був столицею невеликої, але формально незалежної Краківської Речі Посполитої. Вільне місто Краків разом з околицею (Краків був столицею), було останнім виразом формальної незалежності, стосовно польської державності, до часу відродження і становлення незалежності Польщі у 1918 році. В часах Краківської Речі Посполитої, розпочалась ґрунтовна модернізація і перебудова міста, яке все ще перебувало в середньовічному містобудівельному укладі. Розібрано більшість міських мурів, засипано рів, на місці якого постав парк у вигляді бульварного кільця довкола Старого Міста під назвою Плянти (пол. Planty). Після «краківської революції», тобто збройного повстання, у 1846 році знову був зайнятий Австрією, у межах якої залишався аж до 1918 року. У 1850 році велика пожежа знищила близько 10 % поверхні міста.

### Міжвоєнний період 1918—1939 роки
Наприкінці жовтня 1918 року після проголошення створення Української держави на території колишніх австрійських володінь в Галичині, Володимерії, Буковині український синьо-жовтий штандарт був піднятий над українізованою військовою частиною в місті. Польська влада з допомогою підрозділів польських легіонерів змогла захопити цю частину.
В часи міжвоєнного двадцятиліття, після здобуття незалежності, польська центральна влада, затвердила вавельський замок, як репрезентаційний будинок Речі Посполитої для користування керівника Держави, а пізніше Президента РП. Ухвалою Сейму Речі Посполитої Польщі з 1921 року, краківський містобудівний ансамбль на Вавелі, став однією з офіційних Резиденцій Президента Польщі. До сьогодні збереглись апартаменти Президента РП Ігнація Мосціцького.

### Друга світова війна

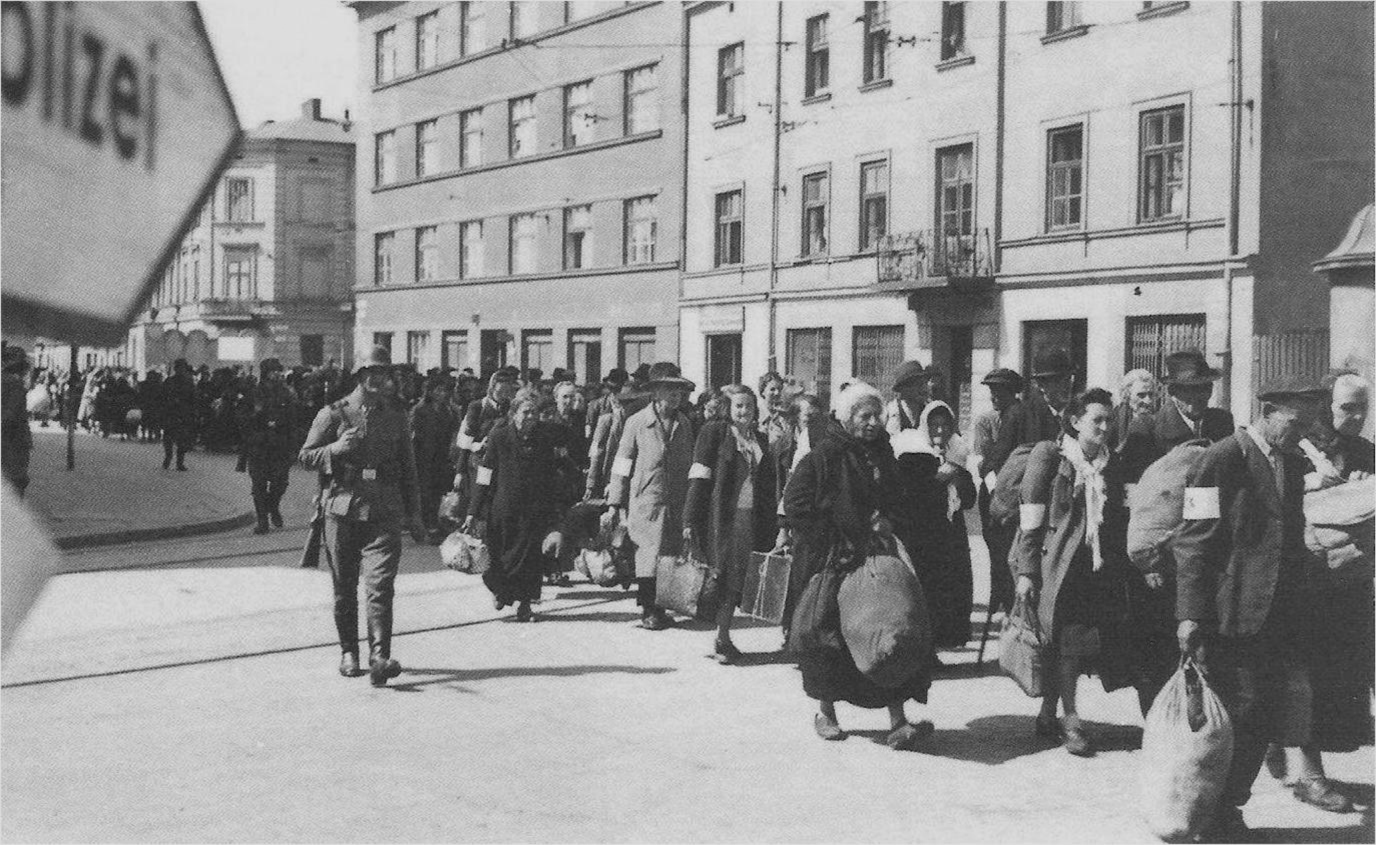
Депортація євреїв з Краківського гетто, березень 1943

Німецькі окупанти зайняли місто вже через шість днів після початку війни. В часи гітлерівської окупації (1939–1945) столиця Генерал-губернаторства. Краків був єдиним великим містом, у якому не зафіксовано спаду населення, а в 1945 році був містом, у якому проживало найбільше мешканців. Німецькі окупанти вивезли до Німеччини багато творів мистецтв, з яких велика кількість не повернулась до країни.
На початку Другої Світової війни із зайняттям Радянським Союзом західноукраїнських земель, саме емігранти зі Східної Галичини перетворили Краків на своєрідний центр українського життя. Зокрема, на грудень 1939 р. у Кракові перебували Роман Бжеський, Лідія Бурачинська, Святослав Гординський, Ірина Винницька, Катря Гриневичева, Микола Денисюк, Федір Дудко, Ростислав Єндик, Василь Кархут, Іван Кедрин (Рудницький), Роман Купчинський, Богдан та Лев Лепкі, Осип Назарук, Петро Постолюк, Олена Теліга, Іван Тиктор, Михайло Хом'як, Микола Чирський, Лев Чубатий, Ігор Федів, а також митці: маляри, графіки та скульптори: Василь Дядинюк, Михайло Черешньовський, Наталя Мілян, Осип Роман Касараб, Нестор Кіселевський, Едвард Козак, Андрій Наконечний та інші.
Під час окупації було практично знищене єврейське населення Кракова (перед війною єврейське населення становило 25 % всіх мешканців, а після війни його було лише близько 2 %). Краків зазнав незначних втрат під час бомбардування міста радянською авіацією. Введення до міста радянських військ не було визволенням, а виявилось новою окупацією, цього разу «червоного кольору».

### Погром у Кракові
По закінченні Другої Світової війни у Польщі вціліло близько 210 тисяч з понад 3 мільйонів євреїв, до яких додалось ще близько 180 тисяч, котрі репатріювались із СРСР. Разом з тими, хто прибував з Радянського Союзу, було багато функціонерів режиму переконаного сталініста Болеслава Берута, що сприяло формуванню суспільної думки про причетність євреїв до впровадження нового комуністичного устрою держави. Перший погром у повоєнній Польщі відбувся 11 серпня 1945 року в Кракові, після чого акти антиєврейських насильств були зафіксовані в десятках сіл і міст, де формальним приводом до погромів ставали чутки про нібито спробу євреїв викрасти та здійснити ритуальне вбивство християнських дітей.

### Повоєнні часи
У повоєнних часах прослідковувався інтенсивний розвиток території та населення міста. Однією з найбільших територіальних змін стало будівництво і приєднання до міста Нової Гути.
На зламі тисячоліть, у 2000 році, Краків здобув титул «Культурної столиці Європи» Сьогодні[коли?] Краків є одним з найпопулярніших[джерело?] місць на світі. У 2006 році, був у «п'ятірці» найпопулярніших міст Європи, у 2007 році, здобув титул «наймоднішого міста світу» — згідно з даними американської інтернетової агенції Orbitz, що визначає тренди у світовому туризмі. В червні 2007 року, Краків відзначав 750 річницю статусу міста. Незважаючи на свою щораз більшу космополітичність, Краків залишається надалі носієм польської символіки. Це єдине місто в Польщі, яке має право вживати в гербі емблему Польської Держави. Така можливість, згідно з геральдичною символікою, надається тільки столичним містам.
Зростання населення в Кракові

## Клімат

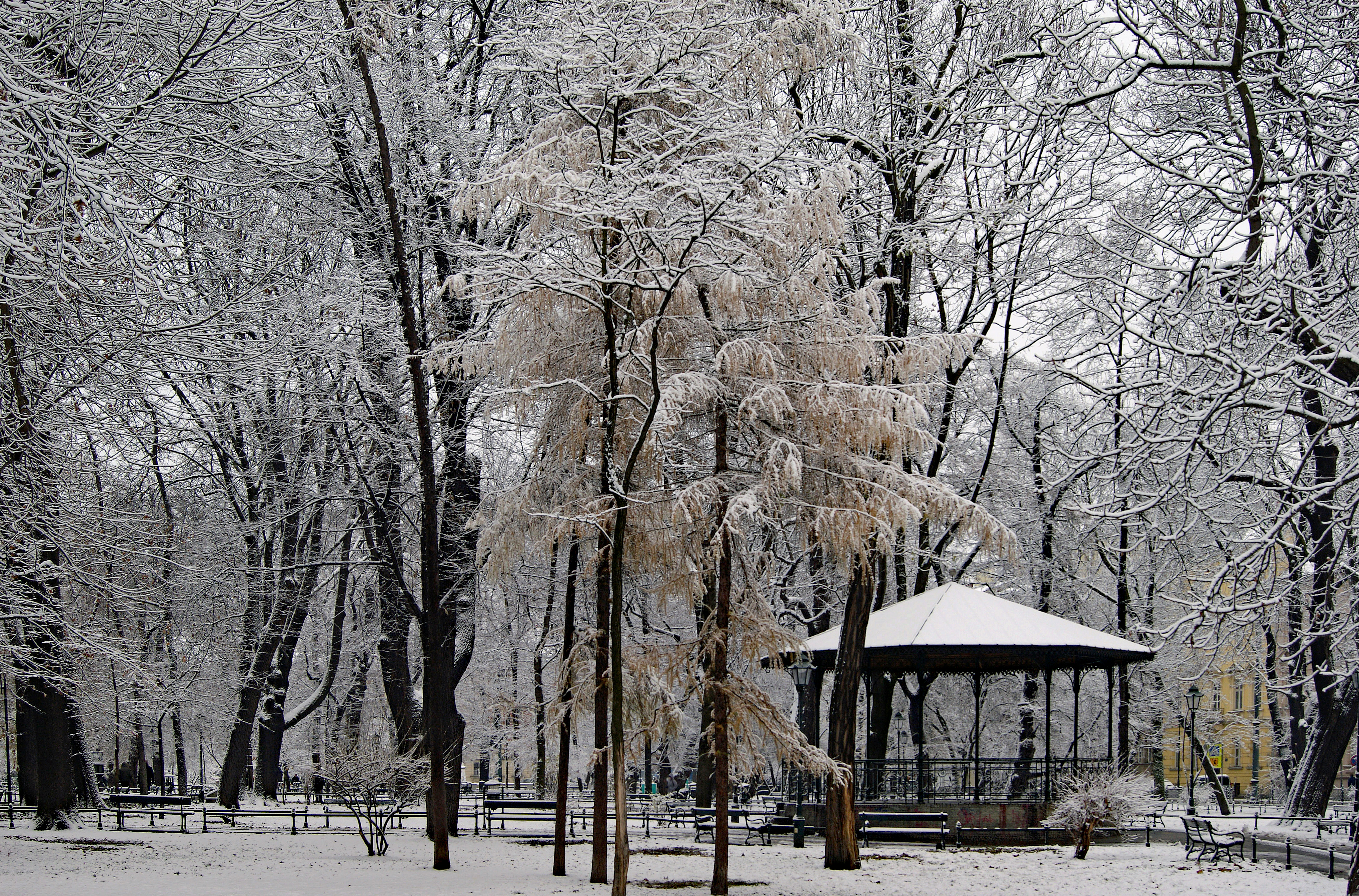
Парк Планти взимку

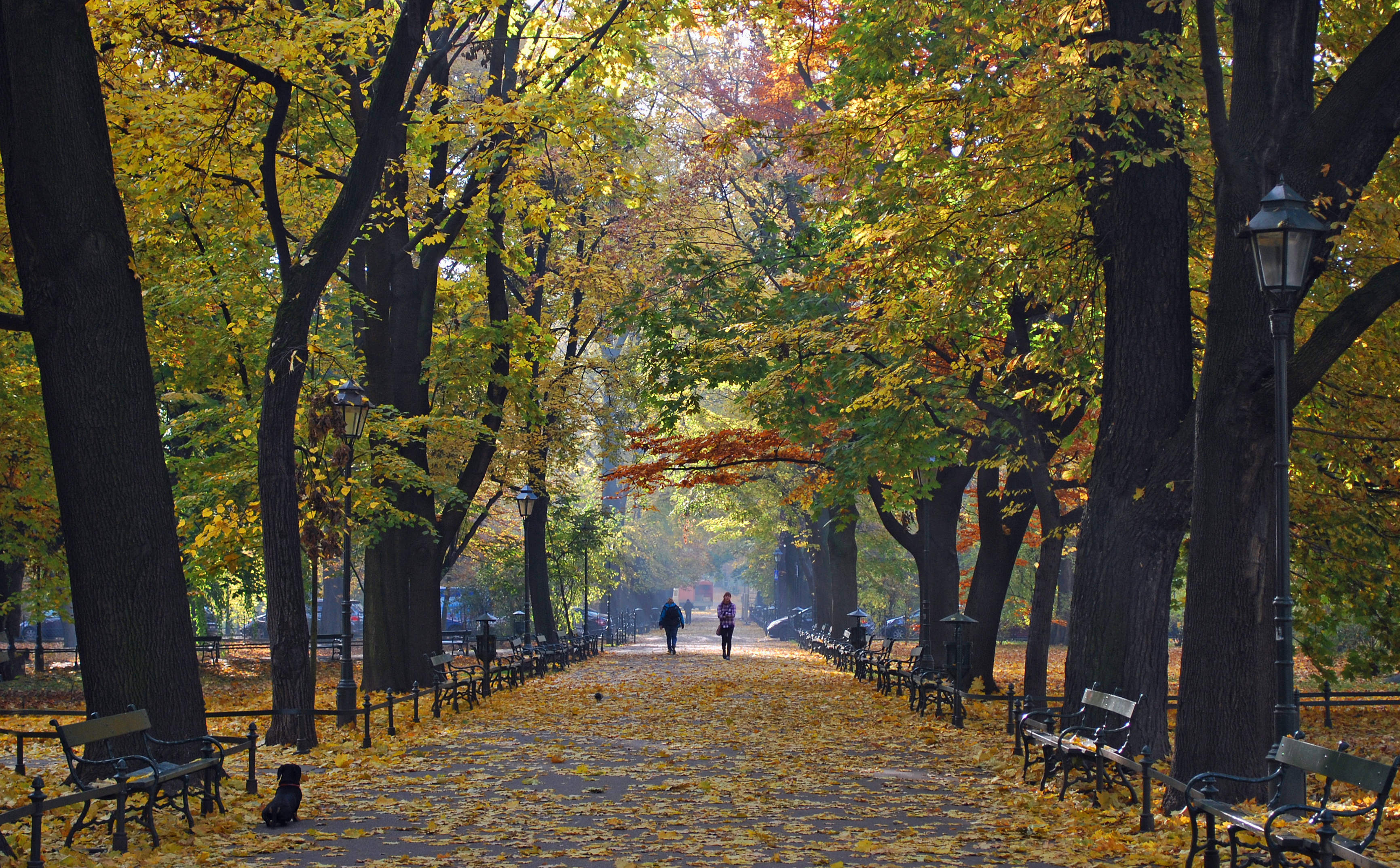
Парк Планти

| Клімат Kraków-Balice, 2000-2012        | Клімат Kraków-Balice, 2000-2012 | Клімат Kraków-Balice, 2000-2012 | Клімат Kraków-Balice, 2000-2012 | Клімат Kraków-Balice, 2000-2012 | Клімат Kraków-Balice, 2000-2012 | Клімат Kraków-Balice, 2000-2012 | Клімат Kraków-Balice, 2000-2012 | Клімат Kraków-Balice, 2000-2012 | Клімат Kraków-Balice, 2000-2012 | Клімат Kraków-Balice, 2000-2012 | Клімат Kraków-Balice, 2000-2012 | Клімат Kraków-Balice, 2000-2012 | Клімат Kraków-Balice, 2000-2012 |
| Показник                               | Січ.                            | Лют.                            | Бер.                            | Квіт.                           | Трав.                           | Черв.                           | Лип.                            | Серп.                           | Вер.                            | Жовт.                           | Лист.                           | Груд.                           | Рік                             |
| Абсолютний максимум, °C                | 15,0                            | 19,4                            | 23,0                            | 30,0                            | 32,6                            | 33,7                            | 35,5                            | 37,3                            | 30,2                            | 27,1                            | 20,5                            | 19,3                            |                                 |
| Середній максимум, °C                  | 1,0                             | 2,5                             | 7,5                             | 14,0                            | 19,4                            | 21,9                            | 24,2                            | 23,7                            | 18,4                            | 13,6                            | 6,5                             | 1,8                             | 12,9                            |
| Середня температура, °C                | −2                              | −0,6                            | 3,3                             | 8,8                             | 14,4                            | 17,0                            | 19,2                            | 18,4                            | 13,8                            | 9,1                             | 3,4                             | −0,7                            | 8,7                             |
| Середній мінімум, °C                   | −4,9                            | −4                              | 0,6                             | 3,9                             | 8,8                             | 11,9                            | 13,7                            | 13,2                            | 9,3                             | 4,8                             | 0,3                             | −3,6                            | 4,4                             |
| Абсолютний мінімум, °C                 | −29,6                           | −27                             | −17                             | −7                              | −4                              | −3,8                            | 3,0                             | 4,0                             | −2                              | −7,4                            | −17                             | −24,8                           |                                 |
| Норма опадів, мм                       | 39                              | 33                              | 39                              | 47                              | 82                              | 90                              | 85                              | 74                              | 61                              | 41                              | 41                              | 38                              | 670                             |
| Днів з опадами                         | 18                              | 17                              | 15                              | 15                              | 15                              | 16                              | 14                              | 13                              | 13                              | 13                              | 17                              | 20                              | 186                             |
| Днів з дощем                           | 8                               | 7                               | 10                              | 14                              | 15                              | 16                              | 14                              | 13                              | 13                              | 13                              | 13                              | 12                              | 148                             |
| Днів зі снігом                         | 13                              | 12                              | 7                               | 3                               | 0                               | 0                               | 0                               | 0                               | 0                               | 1                               | 7                               | 12                              | 55                              |
| Вологість повітря, %                   | 85                              | 82                              | 78                              | 71                              | 72                              | 74                              | 74                              | 76                              | 81                              | 83                              | 87                              | 87                              |                                 |
| -------------------------------------- | ------------------------------- | ------------------------------- | ------------------------------- | ------------------------------- | ------------------------------- | ------------------------------- | ------------------------------- | ------------------------------- | ------------------------------- | ------------------------------- | ------------------------------- | ------------------------------- | ------------------------------- |
| Джерело: pogoda.ru.net, bestplaces.net |                                 |                                 |                                 |                                 |                                 |                                 |                                 |                                 |                                 |                                 |                                 |                                 |                                 |

| Клімат Kraków-Balice, 1961-1990 | Клімат Kraków-Balice, 1961-1990 | Клімат Kraków-Balice, 1961-1990 | Клімат Kraków-Balice, 1961-1990 | Клімат Kraków-Balice, 1961-1990 | Клімат Kraków-Balice, 1961-1990 | Клімат Kraków-Balice, 1961-1990 | Клімат Kraków-Balice, 1961-1990 | Клімат Kraków-Balice, 1961-1990 | Клімат Kraków-Balice, 1961-1990 | Клімат Kraków-Balice, 1961-1990 | Клімат Kraków-Balice, 1961-1990 | Клімат Kraków-Balice, 1961-1990 | Клімат Kraków-Balice, 1961-1990 |
| Показник                        | Січ.                            | Лют.                            | Бер.                            | Квіт.                           | Трав.                           | Черв.                           | Лип.                            | Серп.                           | Вер.                            | Жовт.                           | Лист.                           | Груд.                           |                                 |
| Абсолютний максимум, °C         | 13,5                            | 19,6                            | 24,1                            | 29,2                            | 32,4                            | 33,6                            | 33,7                            | 33,6                            | 31,5                            | 26,0                            | 22,5                            | 19,3                            |                                 |
| Середній максимум, °C           | −0,1                            | 2,1                             | 7,1                             | 13,5                            | 18,7                            | 21,6                            | 23,0                            | 22,8                            | 18,8                            | 13,8                            | 6,8                             | 1,8                             |                                 |
| Середня температура, °C         | −3,3                            | −1,6                            | 2,4                             | 7,9                             | 13,1                            | 16,2                            | 17,5                            | 16,9                            | 13,1                            | 8,3                             | 3,2                             | −1                              |                                 |
| Середній мінімум, °C            | −6,7                            | −4,8                            | −1,3                            | 3,0                             | 7,6                             | 10,8                            | 12,2                            | 11,8                            | 8,6                             | 4,2                             | 0,2                             | −4                              |                                 |
| Абсолютний мінімум, °C          | −29,9                           | −29,3                           | −26,7                           | −6                              | −3,1                            | −0,1                            | 5,5                             | 2,7                             | −3,1                            | −7,4                            | −17,2                           | −29,5                           |                                 |
| Норма опадів, мм                | 34                              | 32                              | 34                              | 48                              | 83                              | 97                              | 85                              | 87                              | 54                              | 46                              | 45                              | 41                              |                                 |
| Днів з опадами                  | 8,1                             | 7,4                             | 7,9                             | 8,4                             | 10,5                            | 11,5                            | 10,3                            | 9,3                             | 8,1                             | 7,7                             | 9,4                             | 10,1                            |                                 |
| ------------------------------- | ------------------------------- | ------------------------------- | ------------------------------- | ------------------------------- | ------------------------------- | ------------------------------- | ------------------------------- | ------------------------------- | ------------------------------- | ------------------------------- | ------------------------------- | ------------------------------- | ------------------------------- |
| Джерело: NOAA                   |                                 |                                 |                                 |                                 |                                 |                                 |                                 |                                 |                                 |                                 |                                 |                                 |                                 |

| Клімат (Olsza II), 1961–1990               | Клімат (Olsza II), 1961–1990 | Клімат (Olsza II), 1961–1990 | Клімат (Olsza II), 1961–1990 | Клімат (Olsza II), 1961–1990 | Клімат (Olsza II), 1961–1990 | Клімат (Olsza II), 1961–1990 | Клімат (Olsza II), 1961–1990 | Клімат (Olsza II), 1961–1990 | Клімат (Olsza II), 1961–1990 | Клімат (Olsza II), 1961–1990 | Клімат (Olsza II), 1961–1990 | Клімат (Olsza II), 1961–1990 | Клімат (Olsza II), 1961–1990 |
| Показник                                   | Січ.                         | Лют.                         | Бер.                         | Квіт.                        | Трав.                        | Черв.                        | Лип.                         | Серп.                        | Вер.                         | Жовт.                        | Лист.                        | Груд.                        |                              |
| Середня кількість сонячних годин на місяць | 40                           | 56                           | 89                           | 134                          | 182                          | 192                          | 203                          | 188                          | 129                          | 103                          | 48                           | 32                           |                              |
| ------------------------------------------ | ---------------------------- | ---------------------------- | ---------------------------- | ---------------------------- | ---------------------------- | ---------------------------- | ---------------------------- | ---------------------------- | ---------------------------- | ---------------------------- | ---------------------------- | ---------------------------- | ---------------------------- |
| Джерело: NOAA                              |                              |                              |                              |                              |                              |                              |                              |                              |                              |                              |                              |                              |                              |

Згідно з доповіддю Всесвітньої організації охорони здоров'я, у 2016 році Краків посів одинадцяте місце в списку найбільш забруднених міст Європейського союзу. Географічне положення ускладнює вентиляцію міста, великою проблемою є смог, особливо під час опалювального сезону. Повітря забруднене насамперед частинками PM10 і PM2, 5, а також токсичним бензопіреном. В дні особливо сильного смогу в краківському громадському транспорті вводиться безкоштовний проїзд для власників автомобілів.

## Адміністративний поділ

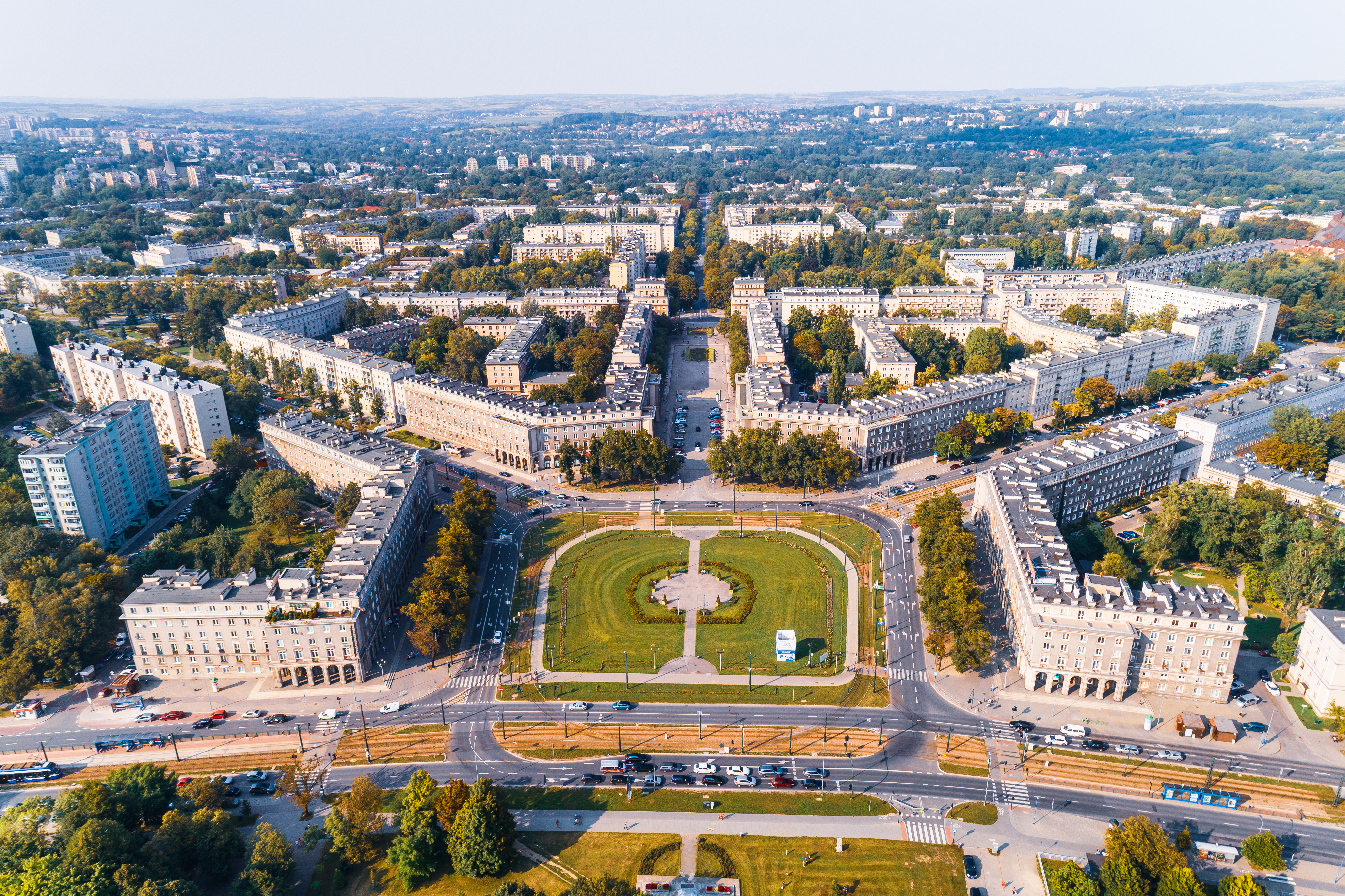
Нова Гута

З 27 березня 1991 року Краків поділений на 18 самоврядних районів, що позначаються римськими цифрами. У 2002 році міською владою було прийнято постанову про офіційне додавання до районів назв після цифр, які до цього використовувалися неофіційно.

Адміністративний поділ Кракова

Остання на даний час зміна меж районів відбулася 12 березня 2014 року.
- I район (Старе Място, пол. Dzielnica I Stare Miasto)
- II район (Гжегужки, пол. Dzielnica II Grzegórzki)
- III район (Пронднік-Червони, пол. Dzielnica III Prądnik Czerwony)
- IV район (Пронднік-Бяли, пол. Dzielnica IV Prądnik Biały)
- V район (Кроводжа, пол. Dzielnica V Krowodrza)
- VI район (Броновіце, пол. Dzielnica VI Bronowice)
- VII район (Звежинець, пол. Dzielnica VII Zwierzyniec)
- VIII район (Дембники, пол. Dzielnica VIII Dębniki)
- IX район (Лагевники-Борек-Фаленцький, пол. Dzielnica IX Łagiewniki-Borek Fałęcki)
- X район (Свошовіце, пол. Dzielnica X Swoszowice)
- XI район (Подгуже-Духацке, пол. Dzielnica XI Podgórze Duchackie)
- XII район (Бежанув-Прокочім, пол. Dzielnica XII Bieżanów-Prokocim)
- XIII район (Подгуже, пол. Dzielnica XIII Podgórze)
- XIV район (Чижини, пол. Dzielnica XIV Czyżyny)
- XV район (Містшеевіце, пол. Dzielnica XV Mistrzejowice)
- XVI район (Беньчице, пол. Dzielnica XVI Bieńczyce)
- XVII район (Взгужа-Кшеславіцке, пол. Dzielnica XVII Wzgórza Krzesławickie)
- XVIII район (Нова Гута, пол. Dzielnica XVIII Nowa Huta)

Більшість назв районів Кракова походять від назв спочатку окремих поселень, які протягом століть включалися в адміністративні межі міста.

## Культура

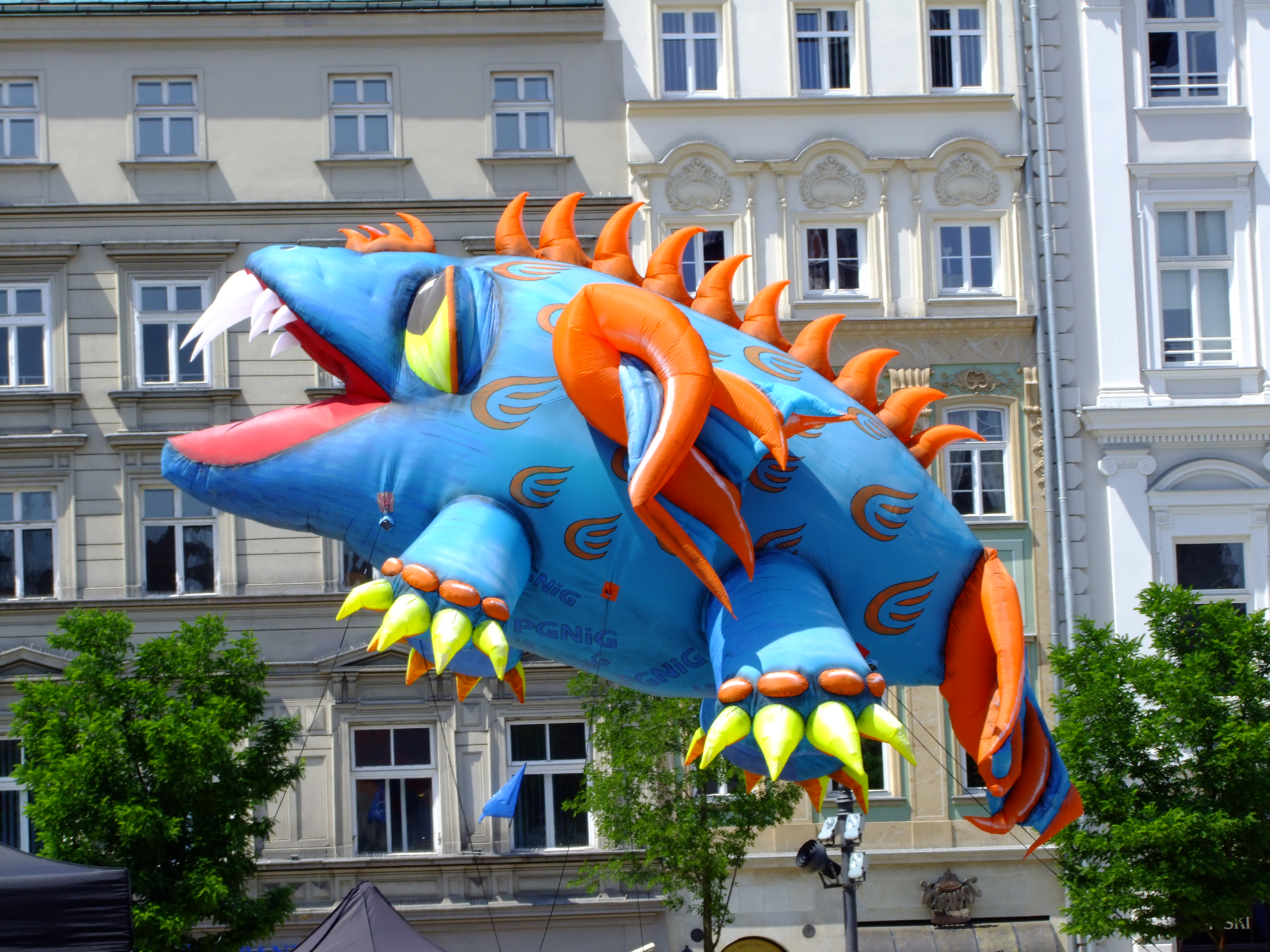
Великий парад драконів у Кракові

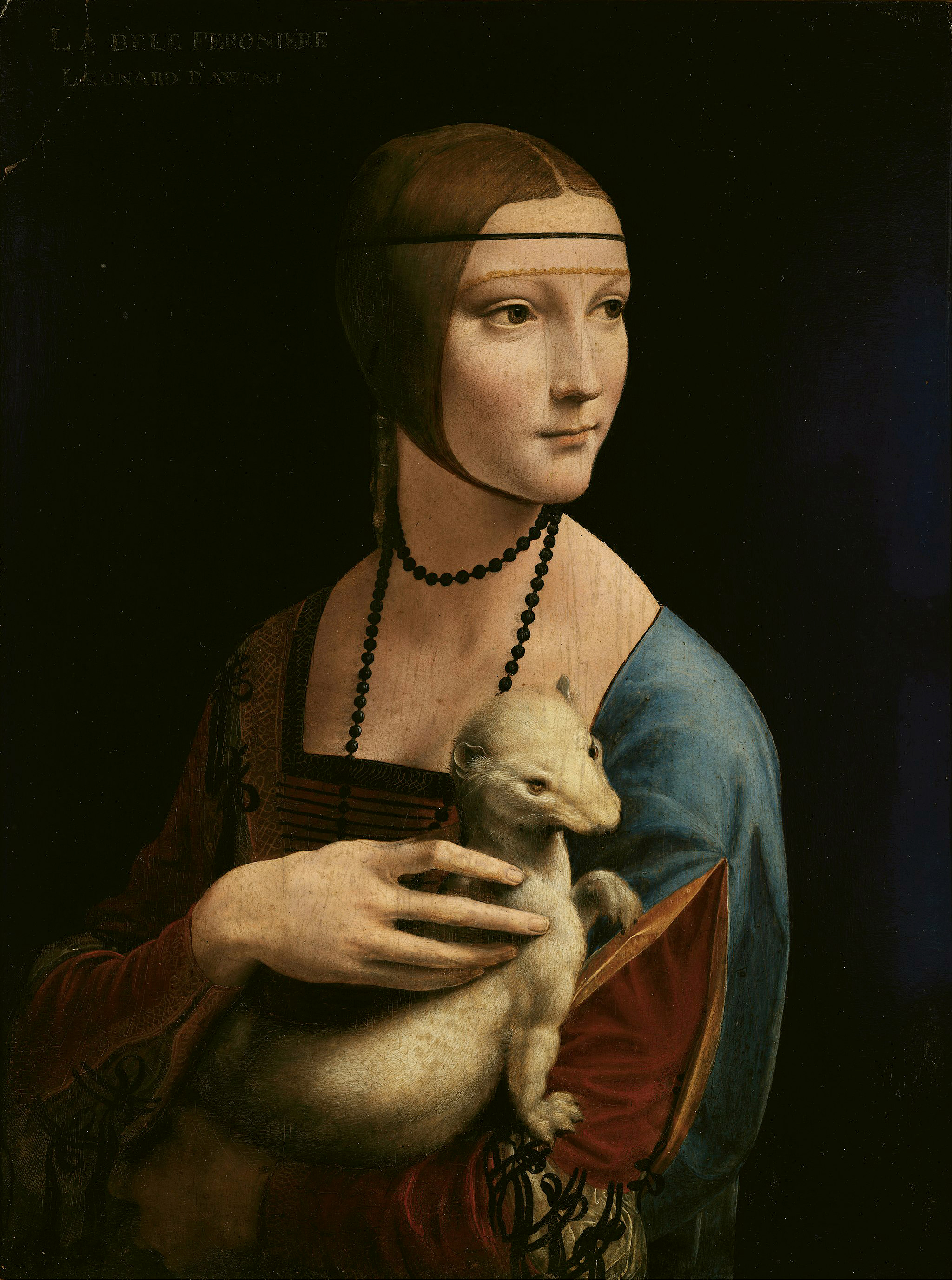
Пані з горностаєм пензля Леонардо да Вінчі, Музей Чарторийських

Центральним елементом культури Кракова є Старе Місто — скарбниця шедеврів мистецтва та цінних пам'яток архітектури. Тут розташовано понад 1200 пам'яток, які представляють усі стилі архітектури, від середньовіччя до новітніх часів. Краківська площа Ринок належить до найбільших у Європі, залишається незмінною з 1257 року.
У 2013 році Краків отримав звання «місто літератури ЮНЕСКО», ставши 7-м у світі та першим у центрально-східній Європі.
У Національному музеї зберігається єдина в Польщі картина Леонардо да Вінчі «Пані з горностаєм».

### Музеї
- Музей польської авіації («Muzeum Lotnictwa Polskiego»)
- Національний музей («Muzeum Narodowe w Krakowie»)
- Центр єврейської культури
- Археологічний музей («Muzeum Archeologiczne»)
- Королівський замок на Вавелі («Zamek Królewski na Wawelu»)
- Палац єпископа Еразма Цьолека («Pałac biskupa Erazma Ciołka»)
- Будинок Станіслава Виспянського («Muzeum Stanisława Wyspiańskiego.»)
- Будинок Яна Матейка («Dom Jana Matejki»)
- Історичний музей («Muzeum Historyczne»)
- Центр японського мистецтва і техніки «Manggha» («Centrum Sztuki i Techniki Japońskiej „Manggha“»)
- Музей вітражу
- Музей історії фотографії («Muzeum Historii Fotografii»)
- Музей сучасного мистецтва
- Музей страхування
- Музей Чорторийських («Muzeum Czartoryskich i Arsenał Muzeum Czartoryskich»)
- Суконні ряди («Sukiennice»)
- Етнографічний музей («Muzeum Etnograficzne»)
- Стара синагога

## Демографія
Демографічна структура станом на 31 березня 2011 року:
|          | Загалом | Допрацездатний вік | Працездатний вік | Постпрацездатний вік |
| -------- | ------- | ------------------ | ---------------- | -------------------- |
| Чоловіки | 353577  | 59856              | 247837           | 45884                |
| Жінки    | 404034  | 56930              | 245179           | 101925               |
| Разом    | 757611  | 116786             | 493016           | 147809               |

## Релігія
У 2016 році місто прийняло «Світовий день молоді».

## Освіта та спорт
У Кракові базується дві футбольні команди Екстракляси «Вісла (Краків)» (найуспішніша команда в історії польського футболу) та «Краковія» (вболівальником якої був Іван Павло II), а також кілька менш успішних команд, таких як «Гарбарня», «Гутник» та інші.
Влітку 2017 року Краків був одним із шістьох міст Польщі, які приймали молодіжний чемпіонат Європи з футболу.

### Університети
Університети Кракова відомі у всьому світі та користуються популярністю серед студентів. Вони часто займають високі місця не лише у польських, але і світових освітніх рейтингах. А велика кількість спеціальностей та напрямків дозволяють кожному знайти навчання до душі.

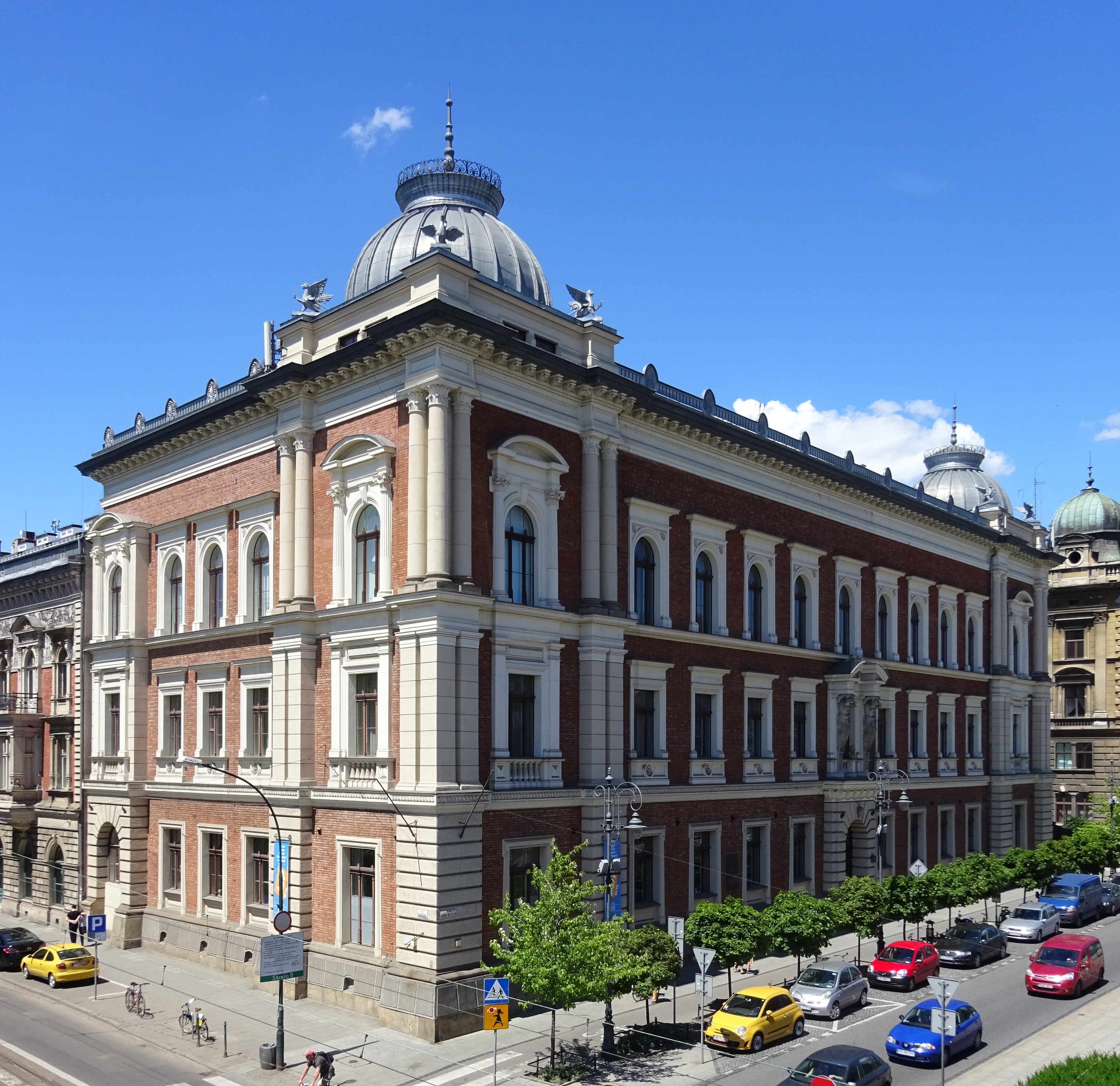
Краківська академія мистецтв

Одними з найвідоміших вищих навчальних закладів Кракова є:
- Ягеллонський Університет — це найстаріший державний вуз на теренах Європи та один із найбільших та найпрестижніших у Польщі. З 2014 року університет постійно входить до п'ятірки кращих вишів Польщі згідно рейтингу освітнього фонду «Perspektywy».
- Гірничо-металургійна академія імені Станіслава Сташиця
- Академія образотворчих мистецтв
- Музична академія
- Краківська Академія театрального мистецтва імені Станіслава Виспянського
- Папський університет Іоанна Павла II у Кракові
- Краківський педагогічний університет
- Краківська політехніка імені Тадеуша Костюшка
- Краківська Академія імені Анджея Фрича Моджевського — це найбільший приватний вуз у Малопольському воєводстві і другий у Польщі за кількістю студентів. В Академії діє 9 факультетів, 26 напрямів та 62 спеціальності, включно із медичними.
- Краківський економічний університет — провідний державний економічний університет у Польщі, повністю акредитований Міністерством науки і вищої освіти. Цей навчальний заклад славиться якісною освітою та науковими дослідженнями. Навчаючись в ньому, студенти можуть отримати подвійний диплом спільно з вузами у Франції, Німеччині, Іспанії та України.[64]

## Українці у Кракові
У сучасному Кракові зберігаються найдавніші пам'ятки пов'язані з праісторією України — зокрема муміфікований шерстистий носоріг з с. Старуня та оригінал Збручанського ідола. З часів свого виникнення Краків тісно пов'язаний з сусідньою Руссю. Через місто проходив важливий торгівельний шлях з Києва на Прагу та Реґенсбург. Між містами та державами відбувався торгівельний та культурний обмін. Про зв'язок із Руссю в XI ст. свідчить і викарбуваний під кінець життя короля Болеслава Хороброго так званий «руський» динар, на якому напис «Болеслав» виконано кирилицею. Імовірно, руські купці мали свої торгові двори у Кракові, де зберігали та продавали товари. Свідченням присутності в стародавньому Кракові православного населення у XI ст. може бути оцей невеличкий бронзовий вкритий емаллю хрестик візантійського зразка (з ушком для підвіски), що був знайдений в помешканні XII–XIII ст. У костелі св. Андрія у Кракові черницею була Саломея — галицька королева, вона ж похована у костелі францисканців. Іншою особистістю пов'язаною з Руссю-Україною був святий Яцек Одровонж, похований в краківському костелі домініканців.
У 1483—1494 рр. професором Ягеллонського університету був Юрій Дрогобич (Котермак) — учитель Миколая Коперника, майбутнього автора трактату «Про обертання небесних сфер», що поклав початок нового геліоцентричного погляду на будову Сонячної системи.

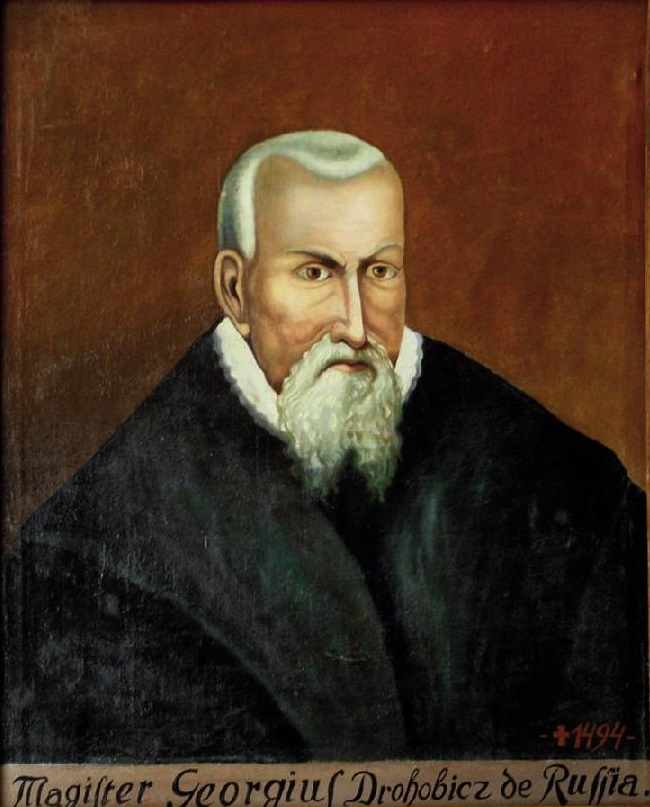
Юрій Дрогобич

У Кракові у костелі августіанів знаходиться і місце вічного спочинку ректора Києво-Могилянської академії, Касіяна Саковича.
За часів Габсбургів Краків перетворився на один з культурних центрів українців. Станом на 1892 р. у Кракові проживало близько 2 000 осіб греко-католицького віросповідання — більшість з яких становили українці. У Кракові місцеве українство поступово підвищувало свою самосвідомість, та консолідувалося навколо греко-католицької церкви, яка на той час вже має яскраво виражену національну орієнтацію. А згодом в освітніх закладах, чи то Ягеллонському університеті, чи то Краківській художній академії виникають кола-громади українських студентів. Підвищення рівня свідомості краківських українців призвело до створення краківської філії «Просвіти». Краківська атмосфера впливала на формування таких постатей, як Василь Стефаник та Богдан Лепкий та виховувала плеяду українців готових битися за свою Батьківщину в рядах Українських січових стрільців та Української галицької армії. В місті зберігся табір для полонених солдат УГА в Домб'ю.
Після перерви, викликаної польською реакцією на війну за Галичину в 1918—1919 р. релігійне та культурне життя українців у Кракові відновилося, хоча постійно перебувало під контролем польської поліції. Краків став місцем діяльності УВО, а потім ОУН.
Під час німецької окупації Краків став місцем еміграції українців з території Галичини окупованої Радянським Союзом та місцем українського національно-культурного відродження. В цей час Краків висунувся на провідне місце за значенням для українства. Втім, німецька окупація Галичини призвела до відтоку українства, а встановлення радянської влади у місті в 1945 року призвело до переселення українців в інші місця еміграції.
В 1940-ві роки Краків став місцем радянського терору спрямованого проти діячів українського націоналістичного підпілля. Краківський районний суд видав численні вироки смерті, а страчені в краківській в'язниці Монтелюпіх особи передавалися до Кафедри описової анатомії Ягеллонського університету, після чого їх рештки ховалися на Раковицькому цвинтарі. Відновлення українського національно-культурного життя у Кракові відбулося зі створенням Українського суспільно-культурного товариства, яке згодом було перейменовано в Об'єднання українців в Польщі. З відновленням незалежності Польщі в Кракові виникли інші українські громадські організації, такі як фундація св. Володимира. Відновлено греко-католицьку парафію св. Норберта.
Після початку повномасштабного вторгнення Росії 24 лютого 2022 року до Кракова прибуло близько 270 тисяч українських біженців. Станом на кінець жовтня 2024 року в Кракові мешкає близько 120 тис. українців.
У місті знаходиться історичний Раковицький цвинтар — місце численних українських поховань.

## Партнерство

### Міста-побратими
| Міста-побратими - Будапешт, Угорщина - Київ, Україна - Левен, Бельгія - Мілан, Італія - Нюрнберг, Німеччина |  | Почесні міста-побратими - Куритиба, Бразилія - Ла-Серена, Чилі - Кіто, Еквадор |  | Міста-партнери - Бордо, Франція - Братислава, Словаччина - Вільнюс, Литва - Гетеборг, Швеція - Золотурн, Швейцарія - Інсбрук, Австрія - Куско, Перу - Лейпциг, Німеччина - Львів, Україна - Орлеан, Франція - Печ, Угорщина - Рим, Італія - Рочестер, США - Сан-Франциско, США - Санкт-Петербург, Росія - Тбілісі, Грузія - Фес, Марокко - Флоренція, Італія - Франкфурт, Німеччина - Единбург, Шотландія |  | Співпраця з іншими містами - Велико-Тирново, Болгарія - Відень, Австрія - Загреб, Хорватія - Дублін, Ірландія - Москва, Росія - Нанкін, КНР - Оломоуц, Чехія - Севілья, Іспанія - Страсбург, Франція - Тарту, Естонія - Тронгейм, Норвегія |

### Консульства
Генеральні консульства:
| - Франція - Німеччина - Росія - Україна |  | - Словаччина - Угорщина - США - Японія - Туреччина |

Почесні консульства:
| - Бразилія - Хорватія - Данія - Швеція - Мексика - Норвегія - Велика Британія |  | - Перу - Естонія - Італія - Казахстан - Пакистан - Чилі - Бельгія |

## Туризм
Краків є великим транспортним вузлом, транспортна система якого складається з систем повітряного сполучення, залізничного, автомобільного і трамвайного транспорту. Функціонує аеропорт Краків-Балиці (пол. Port lotniczy Kraków-Balice).
Краків є найбільш відвідуваним містом Польщі станом на 2016 рік. Щороку його відвідує приблизно 10 млн туристів (для порівняння, Варшаву — лише 8 млн).
- Вавель
- Собор святих Станіслава і Вацлава
- Маріацький костел (базиліка Внебовзяття Пресвятої Діви Марії)
- Палац Санґушків (Палац Розенталів)
- Ягеллонський університет
- Колегіум Маюса
- Старе місто (Краків)
- Єврейський Казимеж
- Краківський зоопарк

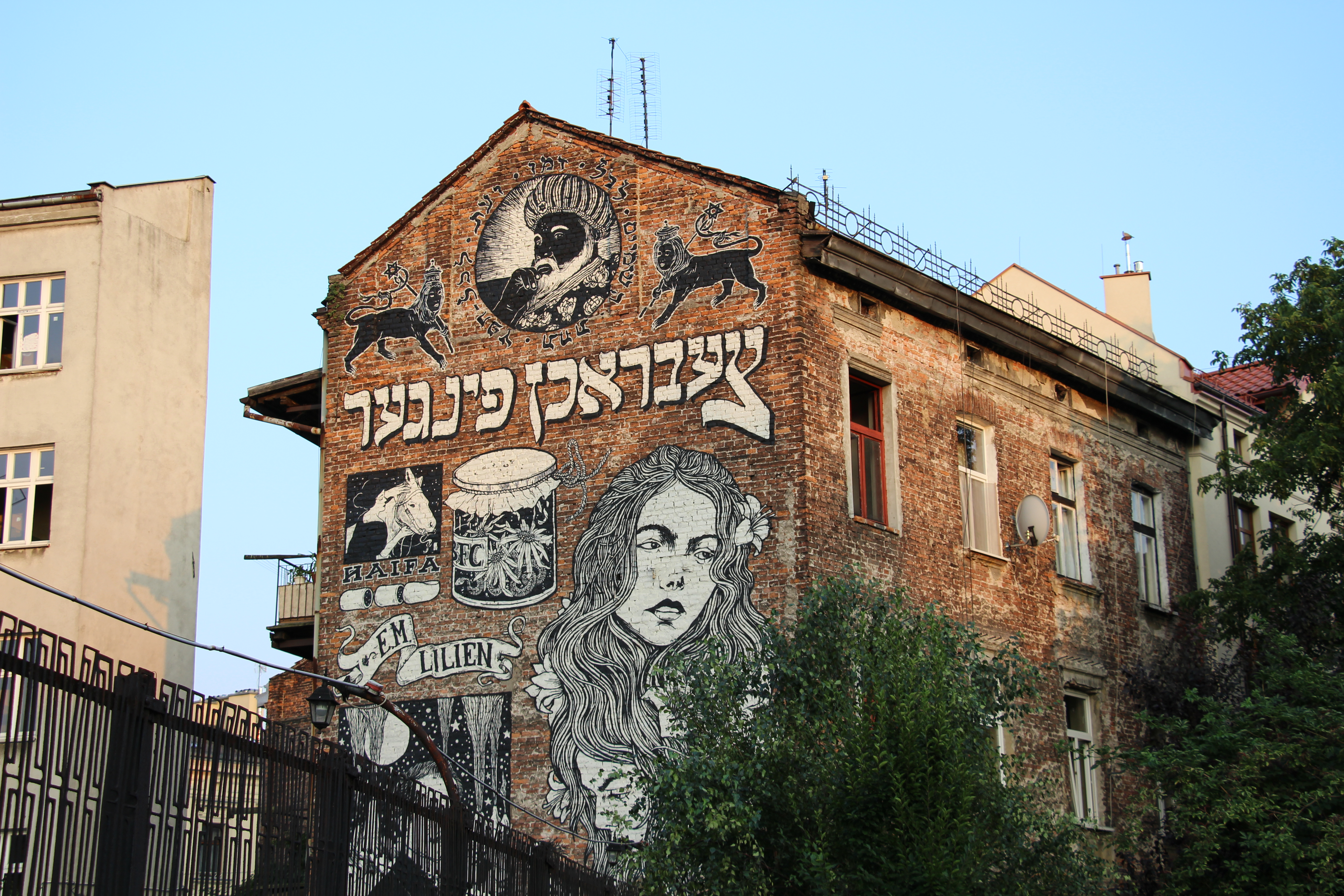
Казимеж

Місто складається з внутрішнього міста і семи передмість. Залишки фортеці XV ст.; 39 костелів, багато каплиць, 25 монастирів, 7 синагог. Широко відомі собор святих Станіслава і Вацлава XIV ст., усипальниці польських королів, єпископів і героїв (див. Вавель), Готичний костел св. Марії (XIII ст.); бароковий костел святої Анни, величезний замок XIII ст. — резиденція польських королів; національний музей з картинами Матейка, Семирадського та ін. в будівлі XIII століття; технічно-промисловий музей, архієпископський палац, Музей Чарторийських (предмети мистецтва).

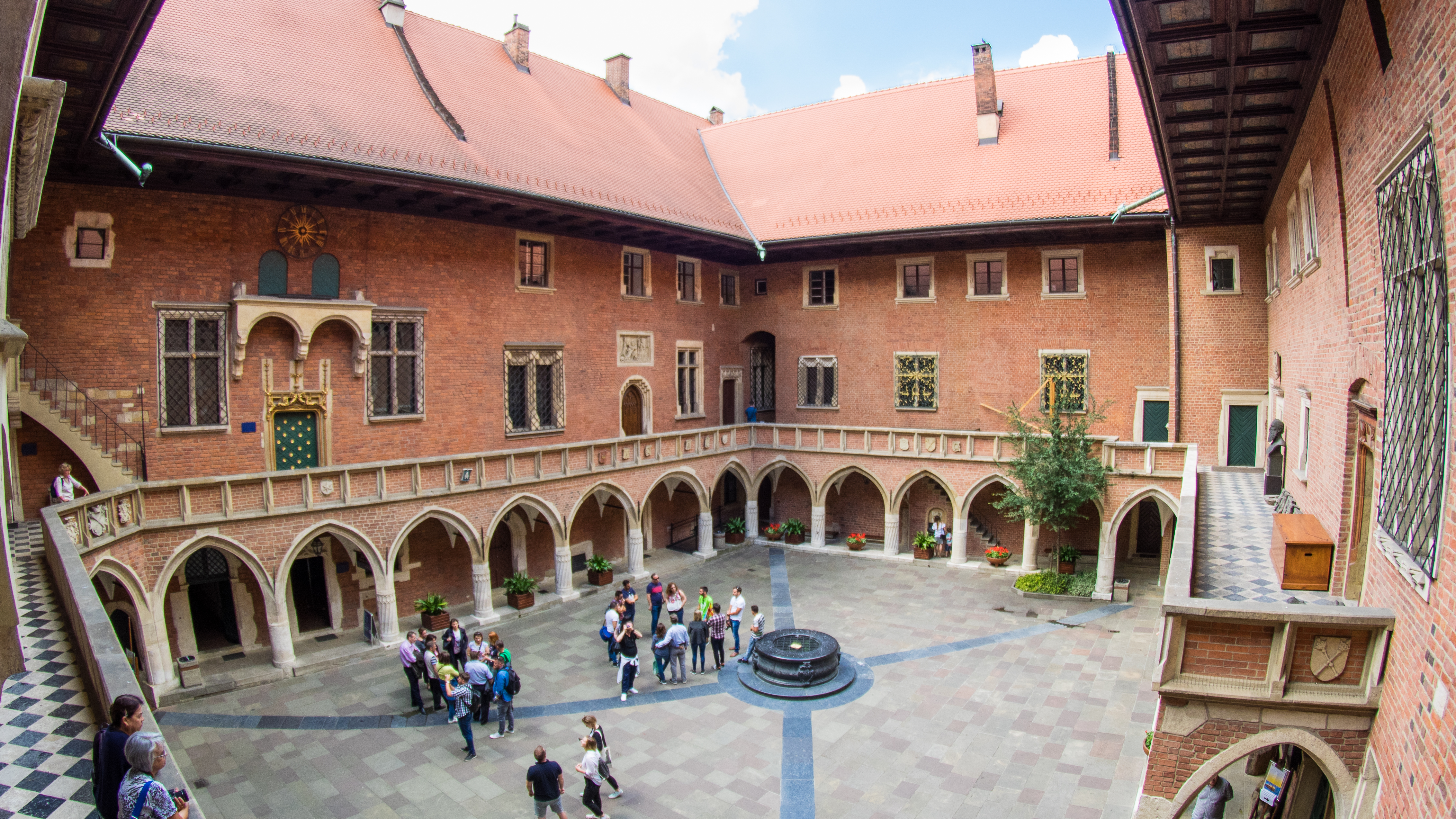
Ягеллонський університет

У будівлі Краківського Ягеллонського університету розміщується Академія наук. Ягеллонська бібліотека налічує близько 300 000 томів і 5000 рукописів.
Поблизу Кракова розташовані кілька курганів (пол. kopiec) — два доісторичних, названих на честь легендарних Крака та Ванди, і два меморіальних, створених в новий час: копець Костюшко (1820—1823) і копець Пілсудського (1934—1937, реставрувався в 1980–1990-ті).
Зважаючи на залишки старовини, якими багатий Краків, його іноді називають польськими Афінами. Для патріотів в період поділу Польщі (1795—1918) Краків, пам'ятник величі держави і героїчних подвигів минулого, був, крім того, «польською Меккою», місцем паломництва.
Популярний туристичний маршрут Королівська дорога. Фабрика Оскара Шиндлера в Кракові також має великий попит у туристів.
У самому центрі Кракова розташовується Краківський луг.
У 1978 році історичний центр Кракова став одним з перших об'єктів, включених до Списку Світової культурної спадщини ЮНЕСКО.
Вважається культурною столицею Польщі. У місті прожили більшу частину життя два Нобелівські лауреати з літератури — Чеслав Мілош і Віслава Шимборська, а також Почесний громадянин Кракова Станіслав Лем.